# Eutreptia lanowii
Eutreptia Lanowii, secondo una classificazione filogenetica  (Steuer, 1904) è una specie del supergruppo Excavata appartentente alla famiglia Eutreptiaceae.

Questo genere fu descritto per la prima volta da Maximilian Perty nel 1852.

## Caratteristiche
Eutreptia Lanowii è una specie cosmopolita: esemplari sono stati ritrovati nel Mar adriatico, Mar nero e Mar baltico, e in acque dolci in Croazia, Olanda, Portogallo, Romania, Ucraina, Svezia, Georgia, Siberia e Brasile.